# 月河 (汉水支流)
月河，是中国长江流域汉水水系的一条河流，汇入汉水上游左岸。河长95千米，流域面积2827平方千米，多年平均流量40立方米每秒。自然落差1305米。水能理论蕴藏量12万千瓦。